# راسيل بولز
راسيل بولز (بالإنجليزية: Russell Bowles)‏ هو عازف جاز أمريكي، ولد في 17 أبريل 1907، وتوفي في 5 يوليو 1991.

## وصلات خارجية
- راسيل بولز على موقع ميوزك برينز (الإنجليزية)
- راسيل بولز على موقع أول ميوزيك (الإنجليزية)
- راسيل بولز على موقع ديسكوغز (الإنجليزية)